# Dianthus javorkae
Dianthus javorkae là loài thực vật có hoa thuộc họ Cẩm chướng. Loài này được Kárpáti mô tả khoa học đầu tiên năm 1946.